# Хатогая
Хатогая (яп. 鳩ヶ谷市 Хатогая-си) — бывший город в Японии, находившийся в префектуре Сайтама. Площадь города составляла 6,22 км², население — 61 379 человек (1 июня 2010). 11 октября 2011 город вошёл в состав соседнего города Кавагути.

## Географическое положение
Город располагался на острове Хонсю в префектуре Сайтама региона Канто. С ним граничил город Кавагути.

## Население
Население города составляло 61 379 человек (1 июня 2010), а плотность — 9868,01 чел./км². Изменение численности населения с 1980 по 2005 годы:
| 1980 | 55 950 чел. |  |
| 1985 | 55 424 чел. |  |
| 1990 | 56 440 чел. |  |
| 1995 | 55 764 чел. |  |
| 2000 | 54 518 чел. |  |
| 2005 | 58 355 чел. |  |

## Символика
Деревом города считался османтус, цветком — гвоздика садовая, птицей — большая горлица.